# Ga Mậu Đông
Ga Mậu Đông là một nhà ga xe lửa tại huyện Văn Yên, tỉnh Yên Bái. Nhà ga là một điểm của đường sắt Hà Nội - Lào Cai và nối với ga Mậu A với ga Trái Hút.